# アリアンロッド・サガ・リプレイ・ゲッタウェイ
『アリアンロッド・サガ・リプレイ・ゲッタウェイ』は、F.E.A.R.によるアリアンロッドRPGのリプレイで、『アリアンロッド・サガ』シリーズ（もしくは『サガ』シリーズ）のひとつ。GMおよび著者は藤井忍。イラストはヤトアキラ。『サガ無印』と対となるリプレイという意味では、ルール第1版の終息を前に完結した『アクロス』『ブレイク』両シリーズの後継的位置にある。
『サガ無印』6巻により、アルディオン大陸が事実上ピアニィ率いるフェリタニア合衆国（以下「合衆国」）に統一されたのを受けて、新しい方向性として「打倒ピアニィ（合衆国に対し反乱を起こすこと）」という、これまでの『アリアンロッド・サガ』シリーズを根底から覆す展開を目的としたリプレイ。そのためか、ピアニィと合衆国について悪意のある解釈が目立つが、一方で「聖なるヒース（偉大なるヒース）」の新芽の存在から、『ブレイク』との関連性を持たせている。プレイヤーキャラクターのレベルは『アクロス』『エチュード』と同じく1から開始されている。周辺のリプレイの状況に合わせるためかPCのレベルアップの速度が速く、2巻の時点で6、3巻で10、4巻で18に達している。
サガシリーズでは初めてルール第2版『アリアンロッドRPG 2E』環境下で開始されたリプレイでもある。企画そのものは『サガ無印』6巻（2011年3月発売）の時点で公表されている（『2E』最初のリプレイシリーズ『セカンドウィンド』の企画公表は『2E』と同じ『ふぃあ通』5月配信分）。
第1巻の発売も2011年8月と決まっていたが、『2E』基本ルールの完成を待って最初のセッション（1巻1話「革命★センチメンタル」）を行う一方、『サガ無印』6巻に予告編を出さなければならないというスケジュールの結果、菊池たけしが藤井らセッションメンバーを招集して事前ミーティングを行ったという逸話がある。
ゲストプレイヤーとしては、サガシリーズではこれが3作目となる声優の大竹みゆと、イラストレーターの渋沢佳奈が参加。なお、GM、PLが菊池たけしを除いて女性という、歴代の『アリアンロッド』のみならずF.E.A.R製のリプレイでは異色のセッションメンバーである。

## 登場人物
括弧内は（プレイヤー名 / ファンブックなどの音声メディアにおける声優名）である。

### ギルド「ゲッタウェイ」
ギルドマスターはヒルダ。メンバーは全員、何らかの理由でフェリタニア合衆国を追われる身になっている。
ヒルデガルド・ゴーダ （渋沢佳奈 / 日笠陽子）
ヒューリンのウォーリア→ナイト/プリーチャー。
前グラスウェルズ王国軍師オスウィン・ゴーダ伯の養女。愛称はヒルダ。グラスウェルズの神殿で育てられていた。『ブレイク』3巻6話「白竜王国最後の日」で養父ゴーダ伯が暗殺された後にベルクシーレに戻り、そこでアザゼル（が化けた神官）の讒言により、後任の軍師となったアンソン・マンソン伯を仇と思い込み出奔した。だが、ビルベリに落ち着いた後、街を訪ねて来たロッシュとの会話でそれが誤解であったことが発覚。一時アイデンティティの危機に陥ったが、次々と襲い来る街の窮地に対応している内に乗り越えていた。
真面目で面倒見がいい性格。リージュからは「お姉様」と慕われている。
第3巻第5話において、ヴィクトリオの後任としてビルベリの領主の座を任されることになる。
戦闘での役割は並はずれた防御力による味方の護衛と前衛戦闘。
チコ・H・ワトソニー （緑谷明澄 / 小島めぐみ）
フィルボルのメイジ→ソーサラー/フォーキャスター/プロフェッサー。
フルネームはチコ・ヘザー・ワトソニー。メルトランド出身。実の両親は処刑され、その後はワトソニー家に引き取られていた（このとき、本名の「ヘザー」をミドルネームとして残している）。そんなある時、『ブレイク』1巻2話「聖なる樹」で枯れ果てたデイスター城の聖樹から「偉大なるヒース」の芽を託され、結果自身の頭上にヒースの芽が生えてしまい、それがワトソニー家の人々に知られるのを恐れて出奔した。
一人称は「オイラ」で、語尾に「～っす」が付く。また、上記の理由により普段から帽子を被っている。
性格は小動物的で、人見知りする性質ではあるが一度心を許すとべったり甘える面もあり、ヒルダやリージュに懐いている。ただし、ギデオンにだけはやや辛辣めな言葉が多く、ついたあだ名が「毒（のある）三下軍師」。
パーティメンバーにもヒースのことを話さず秘密のままで旅を続けていたが、ビルベリの動乱を収めるために、ついに自らの秘密を明かした。そしてアガルタ公国主・ロッシュとの邂逅を経て、「平和の象徴・希望の大樹となる」ことを誓うようになる。
バウエストン滞在時にグレイの薫陶を受けており、彼が「メイビー」で使用する「『パーペチュアルチェック』で行動値を揃えて一斉に攻撃する」という戦法を伝授されている。そのためシーフのギデオンと行動値が同じ。
人類戦争後は見聞を広めるために単身でアルディオンを旅している。
リージュ・フェア・リース （大竹みゆ / 大竹みゆ）
ヒューリンのアコライト→パラディン/ガンスリンガー/ハイランダー。
外見（とプレイヤー）がなぜかピアニィと同じである。
研究所の支援者（ヒューバード）に渡された魔導銃を所持しており、「ジョニー」「デップ」と名付けて大事にしている。また、ヒルダを「お姉様」と慕っている。
レイウォールにある世界平和研究所で育っていたためかなり世間知らずなのだが、積極的に戦闘に参加したがる一面を持ち、また戦闘センスそのものにも優れている。
2巻3話で研究所時代「お兄様」と慕っていた人物がヒューバートであることが判明し彼と再会した。
正体はヒューバードが作り上げたピアニィのクローン体「ピアニィズ」の一人。他の6人やグリンダと異なり、ヒューバードが本格的に動き出す直前まで研究所に取り残されていたが、理由は不明。
研究所を脱出する際に謎の竜輝石を手に入れ、以来常に所持している。4巻において判明したこの石の正体は、「真実の竜輝石」の予備体であり、ナヴァールの半身とも言うべき「もうひとつの石」であった。
理想家のピアニィとは対照的に自身の感情を起点にものを言うことが多く、物言いはかなりストレート。
回復役のアコライト枠にも拘わらずスキル構成はかなり攻撃的で、戦闘での役割はキャリバーを駆使した接近戦闘や対多数攻撃。またギデオンと並ぶパーティ内のアタッカーでもある。
人類戦争後には「結婚式を挙げたい」と言い出しており、初耳だったヒルダを狼狽させている。
ギデオン・ガバドン （菊池たけし / 荻原秀樹）
ドラゴネットのシーフ→エクスプローラー/シーフ→ダンサー/ドラグーン。
ゴルフォードの著名な錬金術師の家に生まれたが、親と折り合いが悪くなり家出し、レイウォールで裏稼業を続けていた。そんなある時、テンタクルスという男にリージュを拉致するように依頼され、世界平和研究所に向かう。そこでヒルダ・チコ・リージュに出会い、直後ナヴァール率いる合衆国軍の襲撃を受け、命からがら逃亡した。
自堕落な性格で酒や旨いモノに目がない。「働きたくない」が口癖のいわゆるニートだが、ビルベリに落ち着いてからは住民たちと交流を重ねた結果かなり慕われている。また、基本的に怠け者だがシーフとしての技能や錬金術に関する知識、短剣二刀流による戦闘技術はかなり優れており、ギルド内においてはヒルダと並んでのツートップで前衛を担当。トラップへの対処や範囲攻撃は基本的に彼が受け持っている。
人類戦争後はビルベリの相談役として頼りにされており、普段はヤキソバの屋台を開いている。

### レイウォール王国
リディル・バウエス
ヒューリンのパラディン。ベルフトの従妹にして、わずか18歳にしてバウエス家の当主を務める少女。
1巻2話「潜入★リリシズム」においてヒルダたち（厳密には、ピアニィに生き写しのリージュ）に、いつ処断されてもおかしくはない従兄・ベルフトの幽閉されている施設への潜入およびベルフトの救出を依頼した。明らかな反逆者であるベルフトの救出について、チコからは「（領民を巻き込む可能性があるのに）危険だという自覚が足りない」と評されるも、同じく大切な家族を殺されているヒルダからは「リディルの気持ちが理解できる」と同情されている。従兄ベルフトが協力を要請されているヒューバードの計画を知っているかは不明。
『メイビー』における彼女については当該項目を参照。

### ビルベリ
ヴィクトリオ・オラーノ
ヒューリン。前ビルベリ領主。
壮年の男性で、生前のゴーダ伯が「名領主」として一目置いていたほどの人物。人と人の「和」を重んじ、根気強く団結を図るタイプ。そのため民衆からの支持は厚い。
ヒルダ達がビルベリに到着した際にはジェラルドのクーデターにあって投獄されていたが、その暴政に反発したゲッタウェイに救出され、事態収束後に復帰。その後、ゴーストレイダーズによるビルベリ襲撃で限界を感じ、正式に職を辞してヒルダに引き継いだ。
ジェラルド
ヒューリン。読者投稿キャラで、2巻開始時のビルベリ領主。
元々はヴィクトリオの補佐官だったが、偶然からグラスウェルズの「王威の竜輝石」を手にしたことで暴走し、その権威を盾にクーデターを敢行、領主の座に収まっていた。
さらに、竜輝石の権威を利用して部下や民衆に圧政を強いる、絵にかいたような悪徳領主。実はとんでもない臆病な性格で、竜輝石の権威で他人をひれ伏させることで自身の上位を確認している。極度の肥満体でまともに歩くことが出来ず、輿で移動している。
暴政に反発するゲッタウェイに襲撃を喰らい、竜輝石を取り上げられて捕縛された。
レイチェル・コンテ
エルダナーンのナイト。ビルベリの警備隊長を務める。
忠義に厚い騎士だが、反面規律や国風、信仰を重んじるあまり融通の利かないところがある。竜輝石を持つジェラルドには不服を持ちながらも、その信念が邪魔をして言うなりになっていた。
ジェラルドから領主の座と竜輝石を奪回すべく潜入して来たゲッタウェイと論戦を繰り広げた後激突、敗北。その後は警備隊長の座をヒルダに譲り、領主の館にて警護を務めている。
アナリタ・コンテ
エルダナーン。近郊の村から避難して来た難民たちの代表を務める女性で、ビルベリ警備隊のレイチェルの姉。
穏やかで懐の広い性格で、難民たちからの信頼は篤い。
ビルベリ解放後は、各地から流れて来る難民たちをまとめる護民団の代表を務めている。
アンバー
エクスマキナ。青い髪を持ったはかなげな印象の少女。
かなり以前からビルベリに住みついており、いつの間にか現れてはいなくなる、という不思議な行動パターンを持つ。エクスマキナとしてはかなり旧式で、竜輝石を動力とするタイプ。リージュが出会った時は動力が切れかけており、彼女の持つ「もうひとつの石」のエネルギーで行動していた。
その正体は、ビルベリ（の地下に埋まっていたクモ型の巨大ゴーレム兵器）のアバターで、「ブレイク」に登場したミネアと同様の存在。ビルベリを築いた錬金術師の作り上げたエクスマキナである。ただし、現代のものとは形式の異なる最旧式であるため、現在ではリージュ（の持つ竜輝石）が近くにいないと自律行動が出来ない。
オズモッドK7
エクスマキナ。イルシール大学の教授で、遺跡の研究を専門としている。
全身鎧をまとったような姿の男性。ビルベリの地下にある遺跡の研究をするため街を訪れていた。
遺跡を調べる過程でビルベリの成立に至るまでの歴史を調査しており、その中でアンバーについても知っていたため、3巻ではこれが事態を打開するヒントとなった。
筋金入りの遺跡研究家であり、それ以外の謎にはあまり興味を示していない。

### その他
マーリン
ヒューリン。まだ年端もいかぬ少年だが、高い精度の予言能力を持つ。なぜか（友好国とはいえ独立国であるはずのレイウォール国内において）フェリタニア軍に追われていたところをヒルダたちに助けられ、その礼として彼女たちにいくつかの予言をもたらした。ヒルダたちはその言に従う形でバウエストン領を訪れ、リディルとの邂逅を果たすことになる。